# Robert Haiat
Robert Haiat (...) è un attore statunitense.

## Biografia
Robert Haiat nel 1989 presta la voce per alcuni episodi al film di animazione Babar. Inoltre partecipa alla serie televisiva Il mio amico Ultraman con Jerry O'Connell.

## Filmografia

### Attore
- Lena: My 100 Children (1987) - film TV
- Il mio amico Ultraman (My Secret Identity) (1988-1989) - (serie TV 3 episodi)
- Babar (1989) - (serie TV 13 episodi) - voce
- The Quarrel, regia di Eli Cohen (1991)
- The Mighty Jungle (1994) - (serie TV 1 episodio)